# Kabete
Kabete è una città del Kenya situata nella contea di Kiambu, nelle immediate vicinanze di Nairobi.
Kabete e i suoi dintorni sono abitati principalmente dai Kikuyu. In base al censimento del 1999, la popolazione ammonta a 29.308 abitanti.
In questa città è nato il paleontologo Louis Leakey.
| Controllo di autorità | VIAF (EN) 132514064 · LCCN (EN) n79120738 · J9U (EN, HE) 987007552519205171 |